# 波帕扬
波帕扬（西班牙語：Popayán，西班牙語發音：[popaˈʝan]）為哥伦比亚西南部一城市，考卡省省会和最大城市，面积483.11平方公里，2005年人口258,653人，以每年在此举办的美食节而闻名，是联合国教科文组织认定的美食之都。
波帕扬建城于1537年1月13日，名称来源于当地印第安人，意为“两个茅草屋”。该城培养出了多位哥伦比亚总统，更产生出许多艺术家，是哥伦比亚政治和文化中心城市之一。哥伦比亚最古老的大学之一考卡大学，即坐落于当地。1983年3月31日，当地曾遭受一次强烈地震，城区多所殖民时代的建筑被毁。